# Мохтар Аль-Ямані
Мохтар Аль-Ямані (12 травня 1997) — єменський плавець. Учасник Чемпіонату світу з водних видів спорту 2017, де в попередніх запливах на дистанції 100 метрів вільним стилем посів 61-ше місце і не потрапив до півфіналу.